# 洛根斯托爾鎮區 (北卡羅萊納州拉瑟福縣)
洛根斯托爾鎮區（英語：Logan Store Township）是位於美國北卡羅萊納州拉瑟福縣的一個鎮區。

## 地方資料
洛根斯托爾鎮區的面積為146.59平方千米，皆為陸地。根據2020年美國人口普查的數據，當地共有人口2875人，而人口密度為每平方千米19.61人。